# Sakhnin
Sajnin (en hebreu: סכנין) (en àrab: سخنين) és una ciutat àrab israeliana situada en el Districte Nord d'Israel. Es troba en la baixa Galilea, a 23 quilòmetres a l'est d'Acre. Sakhnin va ser declarada ciutat el 1995. Està situada en el lloc de l'antiga Sikhnin, que va prosperar durant la conquesta romana (segle ii) d'aquesta era.
Durant la Guerra d'Independència d'Israel, Sajnin es va rendir a les forces israelianes el 18 de juliol de 1948, durant l'Operació Dekel, però va ser recobrada per les forces àrabs poc temps després. Finalment es van rendir sense batalla i la van lliurar a les mans israelianes a l'octubre de 1948. El dia de la terra és la data més important per als habitants de Sakhnin, a raiz d'això el seu nom és conegut al món sencer perquè tres dels seus habitants van ser abatuts pels soldats israelians i més de 60 van ser ferits després de confiscar milers d'hectàrees.
El 2003, l'equip de futbol de Sajnin, Bnei Sakhnin, es va convertir en un dels primers equips àrabs a jugar en la lliga superior de futbol d'Israel. El 2004 l'equip va guanyar la Copa d'Israel i va ser el primer equip àrab a aconseguir-ho, participant per tant en la Copa de la UEFA en la temporada següent, perdent contra el Newcastle United.